# 세리자와 유

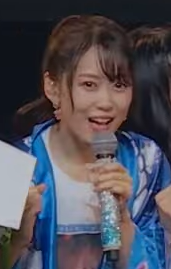
2024년 모습

세리자와 유(일본어: 芹澤 優 せりざわ ゆう[*], 1994년 12월 3일~)는 일본의 성우, 가수이며 i☆Ris의 구성원이다. 도쿄도 출신이다. 81프로듀스・에이벡스 픽처스 소속이다.

## 활동 시기
- 가수: 2012년~
- 성우: 2013년~